# Rio de Molndal
Molndal (em sueco: Mölndalsån) é um pequeno rio, afluente do Gota, localizado na área das cidades de Molndal e Gotemburgo, na Suécia. Flui através de um vale atravessando os municípios de Härryda, Molndal e Gotemburgo, alimentando vários lagos da região (Nedsjöarna, Landvetter, Rada e Sten), para finalmente se juntar ao Save e desaguar no Gota, próximo a Gullbergsvass. Tem uma extensão de 40 quilômetros.